# NSW Conference League South
La NSW Conference League South è il 4º livello della lega statale Football NSW. Divide questo livello con la NSW Conference League North. Nacque nel 2007 quando le vecchie NSW State Division 3 e Division 2 furono fuse per creare una divisione nel NSW Soccer League System. Originariamente aveva nove squadre, ma poi il Parramatta Stars FC pulled si è tirato fuori dalla competizione.

## Stagione 2007
Le squadre in gara sono state:
- Camden Tigers
- Colo Coo Wanderers
- Gazy Lansvale
- Gladesville United
- Hokoah
- Hurstville City
- Lakemba Sports Club
- Luddenham United

| Tabella della stagione | W  | D | L  | G/F | G/A | G/D  | Pts |
| ---------------------- | -- | - | -- | --- | --- | ---- | --- |
| Hurstville City        | 15 | 3 | 3  | 60  | 12  | 48   | 48  |
| Lakemba Sports Club    | 15 | 3 | 3  | 79  | 37  | 42   | 48  |
| Camden Tigers          | 12 | 2 | 7  | 58  | 26  | 32   | 38  |
| Hokoah                 | 10 | 3 | 8  | 73  | 34  | 39   | 33  |
| Colo Colo              | 9  | 6 | 6  | 37  | 23  | 14   | 33  |
| Gladesville United     | 4  | 6 | 11 | 27  | 67  | -40  | 18  |
| Gazy Lansvale          | 5  | 1 | 15 | 39  | 60  | -21  | 16  |
| Luddenham United       | 1  | 5 | 18 | 19  | 133 | -114 | 8   |

Campione della Conference South
| Stagione | Campioni        | Finalista           | Minor Premiers  |
| -------- | --------------- | ------------------- | --------------- |
| 2007     | Hurstville City | Lakemba Sports Club | Hurstville City |

Campione di Conference
| Stagione | Campioni        | Punteggio | Finalista           |
| -------- | --------------- | --------- | ------------------- |
| 2007     | Hurtsville City | 5-0       | Lakemba Sports Club |